# Aconitine
L’aconitine est un alcaloïde trouvé chez plusieurs espèces du genre Aconitum, principalement l’aconit napel. C'est une neurotoxine.

## Toxicologie
L'aconitine est facilement absorbée par les muqueuses et par contact cutané.
L’aconitine ouvre les canaux du sodium dans le cœur et les autres tissus de l’organisme. Les symptômes d'une intoxication incluent la paresthésie, l'analgésie, l'hyperhidrose, une baisse de la température corporelle et des vomissements. Une paralysie progressive et la mort par paralysie respiratoire ou arrêt cardiaque peuvent suivre. Il peut entraîner des extrasystoles ventriculaires, une tachycardie ventriculaire ou une fibrillation ventriculaire. Pour un adulte, la dose létale d'aconitine purifiée est de 3 à 6 milligrammes. 
L'aconitine est métabolisée par hydroxylation, N-deséthylation et déméthylation, réalisées principalement par les enzymes CYP3A4/5 et CYP2D6 en aconitine déméthylée et en aconitine N-déséthylée.
Le traitement est symptomatique. En cas de troubles du rythme ventriculaire, l'administration de flécaïne ou d'amiodarone peut améliorer ces derniers.
La DL50 est de 0,12 mg·kg-1 (souris, IV) ou de 5,97 mg·kg-1 (PO). Par voie orale, la dose létale chez l’homme est de l'ordre de quelques milligrammes. La concentration dans les racines de l’aconit napel dépasse 1 %, l’ingestion de quelques grammes est donc mortelle.

## Usage
L’aconit utilisé depuis des siècles par la médecine traditionnelle chinoise occasionne des intoxications. L'aconitine est utilisée comme analgésique, anticongestif et sudorifique, antirhumatismal. La plante sert de sédatif pour les douleurs névralgiques et les toux spasmodiques. Il est également utilisé en Inde.
En Chine, ces plantes sont cultivées pour le traitement de semences.
Des recherches sur la possibilité de fabriquer des munitions à l'aconitine furent lancées par les chercheurs allemands pendant la Seconde Guerre mondiale pour intoxiquer l'ennemi. Faute de temps, elles n'aboutirent jamais.
C'est le poison qui devait être utilisé pour éliminer Paul Goma par l'espion roumain Matei Pavel Haiducu.

## Culture
L'aconitine est le poison utilisé par Berthe Sauvresy pour tuer son mari dans Le Crime d'Orcival d'Émile Gaboriau, par Hannah McKay pour tuer ses victimes dans la série Dexter et par Andrés Hurtado pour se suicider dans L'arbre de la science de Pío Baroja.
Dans Le Crime de Lord Arthur Savile d'Oscar Wilde, Lord Arthur utilise une capsule gélatinée d'aconitine pour commettre le meurtre de Lady Clem. Il choisit ce poison en particulier pour son "effet rapide - à vrai dire, presque immédiat", et car "l'aconitine était parfaitement indolore, et, lorsqu'on l'absorbait sous forme de capsule de gélatine (...) nullement désagréable au goût."
Dans le jeu vidéo Ghost of Tsushima, l’aconitine est utilisée par le protagoniste pour empoisonner des Mongols.

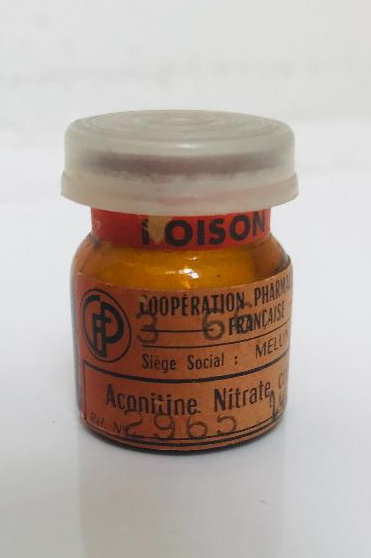
Nitrate d'aconitine, flacon de 1 g (Rhône-Poulenc), ca. 1950.

Dans le film Heretic, la prophète est empoisonnée en mangeant une tarte aux myrtilles contenant de l’aconite et de la belladone.